# Hippasa decemnotata
Hippasa decemnotata är en spindelart som beskrevs av Simon 1910. Hippasa decemnotata ingår i släktet Hippasa och familjen vargspindlar. Inga underarter finns listade i Catalogue of Life.